# إسماعيل الفتحلي
إسماعيل الفتحلي من مواليد مدينة باجة في سنة 1958، وهو رئيس أركان القوات البرية منذ 12 أغسطس 2014، خلفا للقائد السابق محمد صالح الحامدي.

## السيرة الذاتية
درس الجنرال إسماعيل الفتحلي بالأكاديمية العسكرية التونسية بفندق الجديد والتي تخرج منها سنة 1983 اختصاص سلاح مدرعات، كما قام فيما بعد بعدّة تربصات أنهى على إثرها جميع دراساته بالمدارس العسكريّة داخل تونس وخارجها منها في المدرسة الحربيّة العليا بالولايات المتحدة (USAWC [الإنجليزية]) سنة 2004 كما قام بتربّص في معهد الدفاع الوطني في دورته الـ31.

تولى الجنرال الفتحلي عدّة مسؤوليات صلب الجيش التونسي، وهي آمر سرية ثم آمر وحدة ترابية ثم آمر فوج 31 مدرّعات بقابس ثم 32 مدرّعات بالقيروان ثم آمر اللواء الأول مشاة ميكانيكية قبل أن يتم تعيينه مدير عام الأسلحة والذخيرة. و في 12 أوت 2014 قرّر الرئيس التونسي المؤقت السابق المنصف المرزوقي ترقية إسماعيل الفتحلي من رتبة عميد إلى رتبة أمير لواء و تعيينه كقائد للقوات البرية التونسية و رئيس لأركان جيش البر خلفا للجنرال محمد صالح الحامدي الذّي قدّم استقالته لأسباب شخصية. رقي يوم 27 فيفري 2017 لرتبة فريق و هي ثاني أعلى رتبة عسكرية في جيش البر التونسي.

## مواضيع ذات صلة
- رئيس أركان القوات البرية التونسية
- القوات البرية التونسية